# Conop
Conop (en hongrois : Konop) est une commune du județ d'Arad, Roumanie qui compte 2 258 habitants.
La commune est composée de 5 villages : Belotinț, Chelmac, Conop, Milova et Odvoș.

## Culture
D'après le recensement de 2011, la commune compte 2 258 habitants.